# Italienisches Treuhandgebiet Somalia

Wappen des Treuhandgebietes

Lage des Treuhandgebiets

Das Italienische Treuhandgebiet von Somalia (italienisch Amministrazione fiduciaria italiana della Somalia, Akronym „AFIS “), offiziell United Nations Trust Territory of Somaliland war zwischen 1949 und 1960 eine der von den Vereinten Nationen als Treuhandgebiet verwalteten ehemaligen Kolonien. Das aus Italienisch-Somaliland hervorgegangene Gebiet wurde ab 1. Januar 1950 zur Verwaltung wieder Italien anvertraut und die offizielle Bezeichnung um den Zusatz under Italian administration erweitert.
Als Hymne diente die Nationalhymne des Mutterlandes Il Canto degli Italiani. Bis 21. Oktober 1954 verwendete das Gebiet nur die italienische Flagge, in der Folgezeit aber stets in Verbindung mit der Flagge der Vereinten Nationen. Die Amtssprache war Italienisch, es wurde aber auch Somali als offizielle Sprache anerkannt, das zu dieser Zeit und noch bis 1972 nicht in lateinischen, sondern in arabischen Schriftzeichen geschrieben wurde. Das Gebiet umfasste etwa 500.000 km² mit ca. 1,3 Millionen Einwohnern (Stand 1955). Als Währung diente ab 1950 der als Zahlungsmittel speziell für dieses Gebiet neu geschaffene Somalo.

## Entwicklung
Im Jahr 1941 wurde Italienisch-Somaliland von Truppen Großbritanniens und Südafrikas während des Ostafrikafeldzugs der Anti-Hitler-Koalition besetzt, und Großbritannien übernahm die Verwaltung der ehemaligen italienischen Kolonie bis November 1949.
Die Vereinten Nationen erklärten nach Kriegsende das ehemals italienische Somalia zum UN-Treuhandgebiet und entschieden sich, seine Verwaltung für 10 Jahre wieder Italien anzuvertrauen. Italien übernahm die Kontrolle vom 1. Januar 1950 bis zur Entlassung in die Unabhängigkeit am 1. Juli 1960. Die im Nordwesten benachbarte britische Kolonie Somaliland war fünf Tage zuvor als State of Somaliland mit Mohammed Haji Ibrahim Egal als Premierminister unabhängig geworden und feierte gemeinsam mit dem Treuhandgebiet an dessen Unabhängigkeitstag die Vereinigung der Gebiete und Gründung der Republik Somalia.
Es wurden im Treuhandgebiet erstmals Parlamentswahlen im Jahre 1956 für den sogenannten Legislativen Rat abgehalten. Mit Abstand stärkste Kraft wurde die Somali Youth League (Somalische Jugendliga), eine Gruppierung die mit dem Ziel gegründet worden war, die verschiedenen somalischen Clans zu einen und in die Unabhängigkeit zu führen. Drei Jahre später, 1959, folgten bereits die letzten Parlamentswahlen in der italienischen Verwaltungszone. Die Somalische Jugendliga erhielt 83 von 90 Sitzen, was aber vor allem auf einen Wahlboykott der Opposition zurückzuführen war. Planung und Vorbereitungen zur Entlassung in die Unabhängigkeit und einer Vereinigung mit der britischen Kolonie waren zu diesem Zeitpunkt unter Premierminister und Generalsekretär der Jugendliga Abdullahi Issa längst in vollem Gange.